# 말소기준권리
말소기준권리란 부동산경매에서 부동산이 낙찰될 경우, 그 부동산에 존재하던 권리가 소멸하는가, 그렇지 않으면 그대로 남아 낙찰자에게 인수되는가를 가늠하는 기준이 되는 권리를 말한다.
예를 들어 근저당권이 설정되어 있는 부동산에 세입자가 들어온 경우, 그 부동산이 경매에 부쳐진다면 세입자의 전입일이 근저당권 설정일보다 나중이 되기 때문에 부동산의 낙찰자의 권리는 세입자의 권리보다 우선할 수 있다. 이 경우 세입자의 권리는 소멸되는 것이고, 그것을 판단하는 말소기준권리는 근저당권이 된다.

## 개념
어떤 부동산이 경매로 낙찰되면 그 부동산에 존재하던 권리들은 대부분 낙찰로 소멸된다. 그러나 낙찰 후에도 소멸되지 않고 그대로 남아 낙찰자에게 인수되는 권리도 있다. 부동산 경매 입찰자는 낙찰 후에 인수해야 하는 권리가 있는지 여부를 파악해야 하는데 이를 권리분석이라고 한다.
그렇다면 낙찰로 말소 즉 소멸되는 권리와, 말소되지 않고 낙찰자에게 인수되는 권리가 어떻게 결정되는가가 권리분석의 가장 핵심이 된다. 어떤 부동산이 경매처분 되었을 때 그 부동산에 존재하는 권리들이 낙찰자에게 인수될 것인지, 말소될 것인지를 결정하는 기준이 되는 권리를 말소기준권리라 한다.

### 말소기준권리가 되는 권리
말소기준권리가 될 수 있는 권리는 다음 6가지이다.
1. 저당권
2. 근저당권 (경매에 나온 물건은 대부분이 근저당임)
3. 압류
4. 가압류
5. 담보가등기
6. 강제경매개시결정등기 (이 경우는 거의 없음)

이를 요약하면 간략하게 세가지로, 다음과 같이 된다.
1. (근)저당권
2. (가)압류
3. 담보가등기

이들 6가지 권리 중 등기부에 기재된 순서가 가장 빠른 권리가 말소기준권리가 된다. 세입자의 전입일이 말소기준권리보다 빠르면 대항력이 있는 것이고, 늦으면 대항력이 없는 것이다.

## 대항력
세입자에게 대항력이 있으면 부동산의 낙찰자 즉 새 주인이 세입자를 쫓아낼 수 없지만, 대항력이 없으면 쫓아낼 수 있다. 이는 세입자가 선순위이냐 후순위이냐로 결정된다. 그것은 세입자가 법적으로 전입을 언제 했느냐로 결정된다. 말소기준권리보다 먼저 전입했으면 선순위 임차인, 나중에 전입했으면 후순위 임차인이 된다.
대항력이 발생하는 기준일은 주민센터에서 전입신고를 하고, 입주한 다음 날이다.

## 참조
말소기준권리는 부동산 경매시의 권리분석에서 가장 많이 쓰이는 용어 중 하나지만 공식적인 법률용어는 아니다. 이는 부동산 경매 강의에서 개념을 알기 쉽게 설명하기 위해 쓰이기 시작한 용어로 알려져 있다. 공식 법률용어는 ' 최선순위설정일자 ' 이다 

## 참고 문헌
- 말소기준권리란 무엇인가 [홍용석의 부동산 과외 38] 말소기준권리 2007.01.25